# Кароль Недзялковський
Ка́роль Анто́ній Недзялко́вський гербу Равич (пол. Karol Antoni Niedziałkowski; 1846, село Миньківці, нині Дубенського району Рівненської області, Україна — 1911, Житомир) (псевдонім: «ks. Antoni Rawicz») — римо-католицький релігійний діяч, єпископ-помічник Могильовської архідієцезії (1897–1901); луцький і житомирський єпископ (1901–1911).

## Біографія
Народився 21 травня 1846 р. в селі Миньківці в Дубенському повіті на Волині в родині землевласників гербу Равич, син Францішека і Марії Дзенчинської. Ходив до повітової шляхетської школи в Луцьку, потім до Кам'янець-Подільської гімназії, яку закінчив 1862 року .
У вересні 1862 р. вступив до духовної семінарії в Кам'янці-Подільському. Звідти 1863 року його відправили на навчання в Духовну академію до Санкт-Петербурга, яку закінчив 20 червня 1867 р. зі ступенем магістра теології.
Ієрейські свячення, з приводу молодого віку, отримав лише 23 січня 1869 року. Три роки був катедральним вікарієм у Житомирі (1869–1871). У 1872 р. був секретарем єпископської консисторії (відповідний нинішньому канцлеру єпископської курії) в Житомирі. У 1867—1897 рр. був професором церковного співу та літургіки, а потім канонічного та державного законів, а також історії Католицької Церкви в Духовній Семінарії у Житомирі. У 1884 р. став каноніком катедрального капітулу в Житомирі й Луцьку, а в 1890 р. ректором Духовної семінарії в Житомирі. У 1897—1901 рр. був ректором Духовної Академії в Санкт-Петербурзі.
У 1897 р. став єпископом-помічником могильовської дієцезії. Єпископську хіротонію отримав 5 грудня 1897 року. У 1899–1901 рр. був капітульним вікарієм Могильовської архідієцезії, адміністратором Мінської дієцезії, одночасно ректором Санкт-Петербурзької Духовної Академії. У 1900 р. отримав докторат honoris causa цієї академії. 3 квітня (15 квітня) 1901 р. був преконізований на луцького і житомирського єпископа. У Житомирі заклав дієцезіальний музей і школу органістів. Відмовився від пропонованої йому гідності митрополита Могильова. У свою чергу царський уряд не прийняв його відмови від правління в Луцько-Житомирській дієцезії.
Помер у ніч з 6 на 7 червня 1911 року в Житомирі, де і був похований на Польському кладовищі.

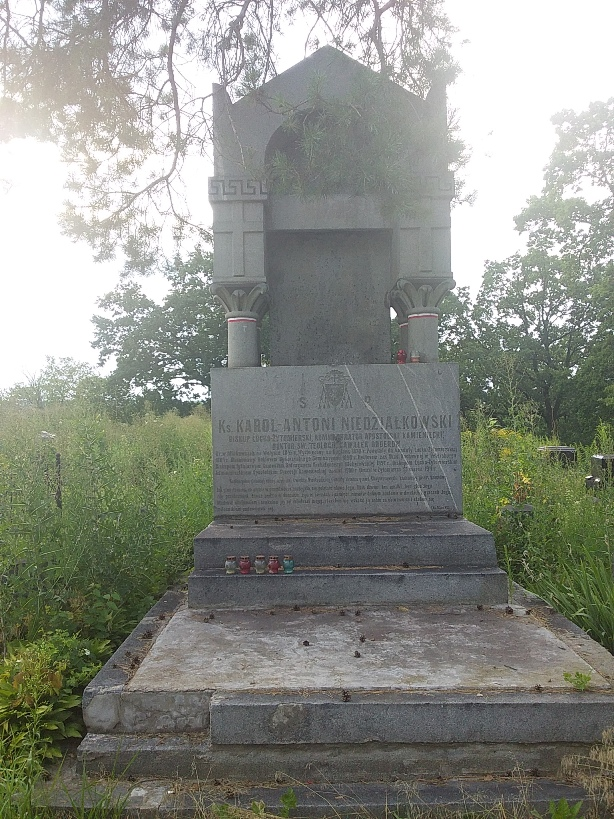
Могила Кароля Недзялковського на Польському кладовищі